# Epidendrum cuneatoides
Epidendrum cuneatoides là một loài thực vật có hoa trong họ Lan. Loài này được Dodson ex Hágsater mô tả khoa học đầu tiên năm 1993.